# Бесарабеска
Бесарабеска (молд. и рус. Басарабяска) је град и седиште Бесарапског рејона, у Молдавији.

## Географија
Град се налази на граници са Украјином, на обали реке Когиљник која се улива у Црно море. Удаљен је 94 km од главног града Кишињева, 25 km од Чимишлије и 25 km од Комрата.

## Историја
Првобитно настањено Јеврејима, насеље се звало Романовка у част царској династији Романов, која је владала Русијом. Почетком 20. века долази до наглог напретка у развоју насеља, када почиње и изградња железничке станице. Телефонска линија је уведена 1910. године. Две године касније, отворена је и друга синагога у насељу. Према подацима из 2004. године у насељу је живело 11,095 људи, од којих су 5258 мушкарци а 5837 жене.

## Знамените личности
- Ксенија Дели, модел
- Наум Прокупец, совјетски кајакаш